# National-bolchévisme
Pour les articles homonymes, voir NB.

Drapeau du Parti national-bolchévique russe, devenu symbole de la mouvance NB.

Le national-bolchévisme (NB) ou national-bolchevisme (souvent désigné par l'expression « rouge-brun ») est une tendance politique associant des éléments du nationalisme et du communisme.
Le terme est né en Allemagne dans l'entre-deux-guerres pour désigner péjorativement le nationalisme révolutionnaire développé par la revue Widerstand ; il désigne ensuite une mouvance née en Russie, considérée comme étant une variante du communisme orienté à l'extrême droite.
Les partisans de cette idéologie sont appelés « NazBol ».

## Les débuts du national-bolchévisme en Allemagne
Le mouvement est né au lendemain de la Première Guerre mondiale, dans une Allemagne ruinée, déchirée par les conflits entre spartakistes marxistes et corps-francs nationalistes. La « synthèse » entre les deux idéologies nouvelles — le bolchévisme révélé par la Révolution russe de 1917 et un nouveau nationalisme modernisé par la Grande guerre, désormais « appuyé sur les masses » (selon ses théoriciens) et un goût pour la technique — va se former en Allemagne à partir de deux principaux éléments :
- une prétendue convergence d'intérêts entre l'Allemagne et la Russie soviétique (selon certaines sources, les mêmes présentant généralement le pacte germano-soviétique comme une alliance et non un gain de temps par l'URSS) ;
- quelques points communs idéologiques, de méthodes ou de styles, entre le bolchévisme et le nationalisme (toujours selon les mêmes sources).

Cependant il est nécessaire de nuancer et de préciser que les militants se réclamant du bolchévisme ou plus généralement du communisme considèrent le national-bolchévisme comme un autre nom du national-socialisme, soit une forme du fascisme.

### Le courant national-bolchévique issu du communisme
Au sens strict, le courant national-bolchévique forme un courant très minoritaire, limité à un petit nombre de penseurs et de groupes politiques. Certains font remonter sa naissance, en avril 1919, à la pensée de Paul Eltzbacher, un professeur de droit à Berlin connu pour ses écrits sur l'anarchisme et député nationaliste au Reichstag en 1919. Il suggère une alliance de l’Allemagne et de la Russie communiste contre le traité de Versailles.
En 1919, un courant national-bolchévique se développe à Hambourg autour de deux leaders de la révolution communiste de cette ville : Heinrich Laufenberg (1872-1932, président du conseil de travailleurs et de soldats de Hambourg en novembre 1918) et Friedrich ou Fritz Wolffheim (1888-1942 ancien syndicaliste aux États-Unis puis à Hambourg. Juif mort en camp de concentration). Ils animent une tendance national-bolchévique en Allemagne et au sein de l’Internationale communiste. Exclus en octobre 1919 du parti communiste officiel, le KPD, ils intègrent le Parti communiste ouvrier d'Allemagne (KAPD) qui reste dans l’Internationale jusqu’en 1922. À son tour, le KAPD exclut de ses rangs les nationaux-bolchéviques. Le national-bolchévisme sera dès lors un mouvement d’individualités et de petits groupes.
Parmi les groupes nationaux-bolchéviques, figure celui de Friedrich Lenz et Hans Ebeling autour de la revue Der Vorkampfer (vers 1930-1933), qui tente de réaliser une fusion idéologique nationale-communiste entre les idées de Karl Marx et celles de l'économiste allemand Friedrich List. Selon certains nationaux-bolchéviques actuels, un « Cercle d’études de l’économie planifiée » (ou « Arplan ») est créé en marge de la revue et aurait eu pour secrétaire le grand résistant antinazi Arvid Harnack.
Après l’arrivée des nazis au pouvoir, la plupart des nationaux-bolchéviques optent pour la résistance. Cependant, quelques groupes nationaux-bolchéviques collaborent avec le régime.

#### Ernst Niekisch et la revueWiderstand

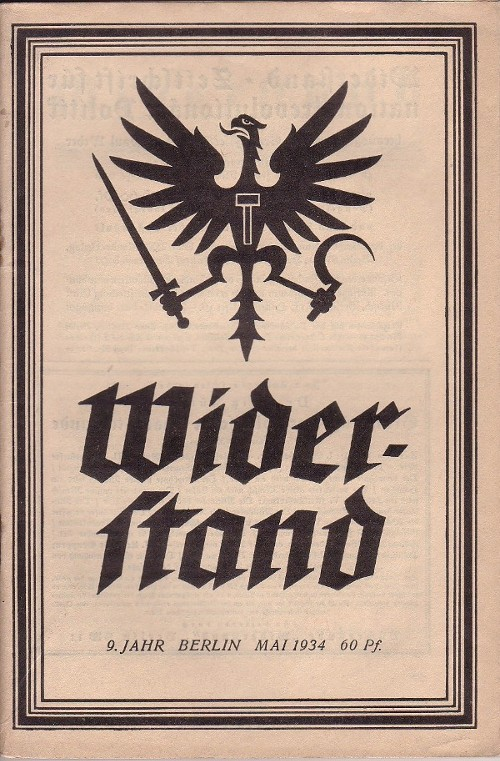
Couverture de Widerstand (mai 1934), avec l'Aigle de Widerstand.

Pendant la République de Weimar, la personnalité la plus connue du nationalisme-révolutionnaire allemand de l'entre-deux-guerres est Ernst Niekisch (1889-1967). Cet enseignant social-démocrate participe en 1919 à la République des conseils de Bavière, puis est exclu du SPD en 1926 en raison de son nationalisme. Il se reporte sur un petit Parti socialiste de Saxe qu’il convertit à ses idées. Il anime alors la revue Widerstand qui aura une grande influence sur la jeunesse avant 1933. Le mouvement de Niekisch regroupe des personnes venues de gauche comme de la droite nationaliste. Après 1933, il s'oppose au nazisme, sera déporté en camp de concentration (1937-1945). Après 1945, il sera enseignant en RDA. À la suite de la répression de la manifestation du 17 juin 1953, il décidera de s'établir à Berlin-Ouest.

#### L'éphémère «ligne Schlageter» (1923)
Dans le courant de l'année 1923, « année terrible » pour l'Allemagne, le parti communiste allemand KPD va adopter pendant plusieurs mois une stratégie de séduction des milieux nationalistes qui, sans mener au développement d'un véritable courant national-bolchévique, va en constituer une nouvelle ébauche inachevée.
La nouvelle synthèse politique va s'appuyer sur la question de l'occupation franco-belge de la Ruhr. Cette occupation empêche l'industrie rhénane de tourner à fond pour l'Allemagne et donc, par ricochet, pour l'URSS dont le seul allié de poids est l'Allemagne depuis le traité de Rapallo (1922). Les communistes, nombreux dans cette région industrielle et bien organisés, participent dès lors aux grèves et aux boycotts contre la France. Le lieutenant Schlageter, un nationaliste de droite, a organisé des sabotages aux explosifs et des attentats. Il est fusillé par les Français le 26 mai 1923. Sa mémoire sera exploitée autant par les nationalistes (dont les nazis) que par les communistes.
Dans la foulée quelques signes concrets de rapprochement vont même s'opérer. Ainsi, quelques personnalités d’extrême droite nationaliste vont s’exprimer dans la presse communiste (Die Rote Fahne).
En octobre 1923, à Stuttgart, le député communiste Hermann Remmele (de) (qui deviendra peu après le président du parti communiste KPD puis membre du praesidium du Komintern jusqu’en 1931) organise une ébauche de rapprochement avec le parti nazi. Thierry Wolton explique : « Hermann Remmele, député communiste au Reichstag, se fait acclamer à Stuttgart dans une réunion de chemises brunes ». Quelques jours plus tard, dans un meeting communiste à Stuttgart, Remmele invite à s’exprimer un nazi « venu plaider devant des milliers de militants pour une trêve entre le KPD et le NSDAP d’Hitler ». Remmele « alla jusqu’à affirmer qu’une alliance avec les nationaux-socialistes pour abattre le capitalisme lui paraissait moins blâmable qu’avec les sociaux-démocrates ».
La ligne nationaliste du KPD va cependant durer peu de temps et ne pas dépasser l’automne 1923.

#### L'offensive de charme du KPD envers les nationalistes (1930-1932)
En 1930-1932, de nouvelles convergences apparaissent entre le parti communiste allemand KPD et le parti nazi NSDAP. Des historiens considèrent qu'il s'agit essentiellement d'une stratégie du KPD visant à reconquérir une partie de l'électorat prolétarien séduit par le nazisme (voir notamment Timothy S. Brown). Par ailleurs, la convergence d'intérêt des deux partis "extrémistes" à l'affaiblissement de la République de Weimar à dominante sociale-démocrate a souvent été soulignée. Cependant, certains auteurs relèvent que les tentatives de séduction communiste envers l'électorat nazi se sont appuyées sur une synthèse idéologique qui s'inscrit dans l'histoire du national-bolchévisme. Mais c'est aussi le NSDAP qui tente de convaincre les communistes de les rejoindre, notamment via la création du syndicat ouvrier NSBO.
La stratégie des communistes du KPD donne quelques fruits. Des groupes nazis de gauche détachés du NSDAP rejoignent le parti communiste. Par exemple, « Durant l’hiver 1930-1931, une majorité des 5 000 membres d’une organisation nazie de gauche entre au KPD ». La plus célèbre conversion au communisme reste celle de Richard Scheringer (de), héros nazi et futur dirigeant communiste ouest-allemand après 1945.
Si Thierry Wolton estime que, vers 1932-1933, « à cette époque, s’opère une sorte de symbiose entre les communistes et les nazis avec des allers-retours significatifs entre les deux partis », ce n'est pas le cas au niveau des bases militantes, qui dans les deux partis continuent de s'affronter violemment dans les rues, provoquant, en 1931, 103 tués parmi les communistes et 79 chez les nazis.
Les deux partis pratiquent parfois des actions communes contre la République de Weimar : référendum commun contre le gouvernement social-démocrate de Prusse en août 1931, motion de censure commune contre le gouvernement social-démocrate de Prusse en mars 1932, motion commune provoquant la dissolution du Parlement allemand de juillet 1932, grève commune des transports de Berlin en novembre 1932. 
La tentative de draguer l'électorat nazi atteint son apogée aux législatives de la fin 1932 : « À l’occasion de ce nouveau scrutin, l’organe du KPD publie une « Lettre ouverte aux électeurs ouvriers du NSDAP » » (Die Rote Fahne du 1er novembre 1932). Walter Ulbricht (futur dirigeant de la RDA) y écrit : « Les membres prolétariens du NSDAP sont entrés dans les rangs du front uni du prolétariat ». Thaelman déclare : « Nous avons même constitué un front unique de classe avec les prolétaires nazis ». Ainsi que : « Les communistes ont mobilisé leurs militants pour soutenir la grève des transports de Berlin organisée de concert avec les nazis, contre la centrale syndicale social-démocrate, BVG. Jeunesses communistes et Hitler Jugend quêtent ensemble dans les rues de la capitale pour soutenir les grévistes ». Discours prononcé quand effectivement le NSBO s'était rapproché des militants du KPD durant la grève des transports.
Quelques semaines plus tard, Hitler établit sa dictature avec l'appui de la droite et les communistes sont les premières victimes du régime nazi.

## L'ambiguïté du national-bolchévisme allemand: géopolitique ou idéologie?
La national-bolchévisme se développe en Allemagne à partir d'une ambiguïté fondamentale :
- Pour certains, il s'agit avant tout de l'expression d'une stratégie géopolitique d'alliance entre l'Allemagne et la Russie devenue l'URSS. Soit la poursuite d'un très ancien courant géopolitique allemand, fondé sur des intérêts convergents tels l'étouffement de la Pologne, un certain antisémitisme, le mépris d'un Occident décadent alors que les jeunes peuples de l'Est incarneraient l'avenir de l'Europe, etc. L'antique fascination prussienne pour l'Est se combine également avec des intérêts immédiats nés des événements de 1917-1918.
- Pour d'autres, il s'agit d'une véritable convergence idéologique entre le nationalisme et le bolchévisme, notamment facilitée par des valeurs communes (notion de lutte populaire, antilibéralisme, anticapitalisme, etc.).

### Une stratégie géopolitique: l'alliance germano-russe

#### L'alliance de deux États isolés en 1918
En 1918, l'Allemagne est vaincue et doit payer d'énormes réparations à la France. Son économie est fragilisée, elle a perdu ses colonies, elle n'a pas d'espace pour déverser le trop-plein de sa population ou l'excédent de sa production industrielle, elle n'est pas autonome sur le plan alimentaire (perte de la Posnanie riche en blé au profit du nouvel État polonais), ses structures sociales et industrielles sont ébranlées. La République de Weimar peine à instaurer un État stable et manque de valeurs politiques fédératrices.
La social-démocratie allemande cherche donc des alliances en dehors des États européens qui ont envers elle une attitude de vainqueurs parfois arrogants à la suite du traité de Versailles de 1919 qui lui a attribué la responsabilité morale de la Première Guerre mondiale.
Dans le même temps, l'URSS communiste est mise au ban des nations, boycottée notamment par les Anglo-Saxons. Elle a du mal à décoller économiquement après la guerre civile qui a opposé les Blancs aux Rouges de 1917 à 1921.
Par une alliance entre Allemands et Soviétiques, l'État allemand veut trouver des débouchés et des sources de matières premières (Sibérie, blé ukrainien, pétrole caucasien, etc.) et l'URSS disposerait d'un magasin de produits industriels finis.
Pour étayer cette alliance qui sera signée à Rapallo en 1922 par les ministres Walter Rathenau et Gueorgui Tchitcherine, il faut édulcorer les différences idéologiques entre les deux États. Pour les Allemands, il s'agit de déconstruire l'idéologie anti-communiste qui pourrait être activée en Allemagne pour ruiner les acquis de Rapallo. Le communisme doit être rendu acceptable dans les médias allemands. Pour les Soviétiques, les Allemands deviennent des victimes de la rapacité capitaliste occidentale et du militarisme français.

#### La tradition d'alliance germano-russe et les néo-conservateurs
Les cercles conservateurs allemands, autour d'Arthur Moeller van den Bruck, élaborent alors la théorie suivante : la Russie et la Prusse ont été imbattables quand elles étaient alliées (comme en 1813 contre Napoléon). Sous Bismarck, l'accord tacite qui unissait Allemands et Russes a donné la paix à l'Europe. L'Allemagne est restée neutre pendant la guerre de Crimée (mais a montré davantage de sympathies pour la Russie). L'alliance germano-russe doit donc être un axiome intangible de la politique allemande. Le changement d'idéologie en Russie ne doit rien changer à ce principe. La Russie reste une masse territoriale inattaquable et un réservoir immense de matières premières dont l'Allemagne peut tirer profit. Moeller van den Bruck est le traducteur de Fiodor Dostoïevski et tire les principaux arguments de sa russophilie pragmatique du Journal d'un écrivain de son auteur favori. Comprendre les mécanismes de l'alliance germano-russe et, partant, du rapprochement entre « bolchéviques » et « nationalistes » implique de connaître les arguments de Dostoïevski dans Journal d'un écrivain.
Du côté soviétique, Karl Radek engage les pourparlers avec la diplomatie allemande et avec l'armée (invitée à s'entraîner en Russie).

#### Des ennemis communs
Autre facteur dans le rapprochement germano-soviétique : la Pologne qu'Allemands et Russes jugent être instrumentalisée par la France contre Berlin et Moscou. En effet, en 1920, quand les Polonais envahissent la Russie, durant la Guerre civile russe, ils sont conseillés par une mission militaire française et armés par la France.
Dans les années 1920 et 30, la France cofinance l'énorme budget militaire de la Pologne (jusqu'à 37 % du PNB).
Par ailleurs, Allemands et Russes entendent soulever les peuples dominés dans les colonies françaises et anglaises contre leurs dominateurs. Dans le cadre du « national-bolchevisme », on voit se développer un soutien aux Arabes, aux Indiens et aux Chinois pour affaiblir les empires français et anglais. L'idéologie anti-colonialiste naît, de même qu'un certain antiracisme (nonobstant la glorification de la germanité dans les rangs conservateurs et nationaux).
L'idéal axiomatique d'une alliance germano-russe trouve son apogée dans les clauses du pacte germano-soviétique d'août 1939. Elles sont rendues nulles et non avenues en juin 1941, quand les armées de Hitler envahissent l'Union soviétique.

### Une tentative de convergence idéologique
La question du programme social est complexe, mais il ne faut pas oublier le contexte. La bourgeoisie allemande est ruinée, elle n'a plus d'intérêts immédiats et ne veut accepter des revendications sociales. Le mark ne vaut plus rien, l'inflation atteint des proportions démesurées. Entre 1924 et 1929, quand la société allemande semble se normaliser, les clivages réapparaissent mais sont à nouveau balayés par le krach de 1929. L'Allemagne, contrairement aux autres États occidentaux, avait mis sur pied un système de sécurité sociale, dès la fin du XIXe siècle avec Bismarck, avec le concours de la social-démocratie. La notion de justice sociale y est donc plus répandue que dans d'autres pays. Des partis de droites et de gauches rêvaient de concert de remettre en état de fonctionnement le système social wilhelminien au moins en parole. La plupart des débats oscillaient entre redistribution des revenus (des nationalistes aux sociaux-démocrates) et expropriation des biens privés (partis communistes).

### LeStrasserisme
L'autre source du national-bolchevisme en Allemagne vient du parti nazi. Cherchant à obtenir une plus large audience que les habituels conservateurs et réactionnaires adhérant aux idées pangermaniques de la Société Thulé, le parti nazi se tourne alors vers les ouvriers en mettant en avant des positions politiques contre le monde de la finance tenu par les Juifs selon eux, idée introduite dès la création du parti nazi par Gottfried Feder. Si Hitler partage un temps l'idée que la finance est dirigée par les Juifs, qu'il faut éliminer, il ne devient pas pour autant anticapitaliste. Mais cela suffit amplement pour attirer au NSDAP des nationalistes ouvertement anticapitalistes, comme les frères Otto et Gregor Strasser. Dirigeant l'aile gauche du parti nazi, ce sont eux qui tentent certaines collaborations avec les communistes sur certains points d'accord et donnent une tournure prolétaire au parti nazi. La purge du parti nazi par Hitler en 1934 lors de la Nuit des Longs Couteaux pousse les partisans survivants de l'aile gauche à se reconstruire en dehors du parti nazi. Otto Strasser recréant pour sa part dès les années 1950 un parti nationaliste se voulant aussi anticapitaliste. Cette idéologie est à la base de nombreux courants d'extrême droite refusant le capitalisme.

## Après laSeconde Guerre mondiale
Dans les nouvelles moutures de « national-bolchévisme », après 1945, plusieurs facteurs entrent en ligne de compte :
- Refuser la logique antisoviétique des Américains pendant la guerre froide et surtout après l'accession de Ronald Reagan à la présidence à la suite des élections présidentielles de novembre 1980. Ce refus culmine lors de la vague pacifiste en Allemagne (1980-85), où l'on ne veut pas de guerre nucléaire sur le sol européen. C'est aussi l'époque où les principaux idéologues du national-bolchévisme historique sont redécouverts, commentés et réédités (par exemple Ernst Niekisch).
- Remettre sur pied une forme ou une autre d'alliance germano-soviétique (en Allemagne) ou euro-soviétique (ailleurs, notamment en Belgique avec Jean Thiriart).
- Créer un espace eurasiatique comme ersatz géopolitique de l'internationalisme (prolétarien ou autre).
- Montrer une préférence pour les idéologies martiales contre les idéologies marchandes, véhiculées par le libéralisme américain.
- Chercher une alternative au libéralisme occidental et au soviétisme (jugé trop rigide : « panzercommunisme », « capitalisme d'État », règne des apparatchiks, etc.).
- La recherche de cette alternative conduit à se souvenir des dialogues entre « extrême droite » et « extrême gauche » d'avant 1914 en France. Dans cette optique, les travaux du Cercle Proudhon en 1911 où nationalistes maurrassiens et socialistes soréliens avaient confronté leurs points de vue, afin de lutter contre un « marais » politique parlementaire, incapable de résoudre rapidement les problèmes de la société française.
- Ce « néo-national-bolchévisme » retient des années 1920 et 1930 une option anti-colonialiste ou anti-néo-colonialiste, amenant la plupart des cercles nationaux-révolutionnaires ou nationaux-bolcheviques à prendre fait et cause pour les Palestiniens, pour Kadhafi, pour l'Iran, etc. De même, à appuyer les guérillas ethniques en Europe, Basques, Corses, etc.

## Une origine russe

### Une provocation dans un contexte de crise
Le terme même de national-bolchevique vient de Russie. Il est dû à Édouard Limonov, un journaliste russe qui fit ses premières armes politiques dans l'extrême droite américaine avant d'écrire dans divers journaux en France, et à Alexandre Douguine, qui commença par intégrer un cercle de dissidents soviétiques pratiquant l'ésotérisme et étudiant des théories politiques européennes contre-révolutionnaires. Bien que ne se revendiquant pas eux-mêmes de l'extrême droite, ils ont en commun de détester aussi bien le communisme et son internationalisme, que le capitalisme libéral. Lors de la crise qui suit la chute de l'URSS, les deux se rencontrent en Russie dans les milieux des communistes-conservateurs afin d'empêcher le libéralisme américain de triompher dans leur pays. Mais ne parvenant ni l'un, ni l'autre à s'insérer politiquement dans le milieu des communistes conservateurs pour combattre les politiques d'Eltsine, ils décident de créer en mai 1993 le Parti national-bolchévique. L'objectif étant de restaurer un État en pleine destruction et de rétablir des principes de justice sociale attaqués par le gouvernement d'Eltsine. Mais ce parti étant créé par des provocateurs, Limonov ayant été par exemple un contributeur du journal L'Idiot international, l'idée de créer un mouvement alliant communisme et nationalisme est une façon "punk" de faire un doigt d'honneur à la politique russe en général. C'est pour cela que leur drapeau est un mélange du parti nazi avec un symbole communiste. Loin d'être le seul parti à se récalmer nostalgique du communisme en y alliant le nationalisme, il était alors en concurrence avec le Front de salut national. La disparition de celui-ci en octobre 1993 après son interdiction permet ainsi au PNB de devenir le dernier parti politique officiel prônant le nationalisme et le bolchevisme.
C'est ce côté "punk" qui attire justement à lui, la troisième figure importante de ce parti, le célèbre chanteur punk Egor Letov qui passe de l'opposition au communisme soviétique à l'opposition ouvertement nationaliste dans la logique d'être toujours rebelle. C'est lui qui amène au Parti National Bolchevique de nombreux jeunes russes qui ne se retrouvent pas dans les partis traditionnels du moment. C'est ainsi que le PNB devient une structure surtout composée de jeunes révoltés sans formation politique mais avec un très gros bagage contre-culturel. Mais être un produit de la sous-culture russe ne suffisant pas a créer une idéologie politique, la fin des années 1990 voit la séparation de Limonov et Douguine en deux partis politiques concurrents. Limonov conserve le nom de National-Bolchevique et se rapproche ironiquement des libéraux qui sont rentrés depuis dans l'opposition face au conservatisme de Vladimir Poutine.
Mais c'est aussi cette culture punk qui va permettre de diffuser au delà de l'extrême droite, chez des jeunes à travers l'Occident, qui ont pour caractéristique d'avoir peu de culture politique tout en étant liés aux milieux contre-culturels punk.

## Le national-bolchévisme aujourd'hui

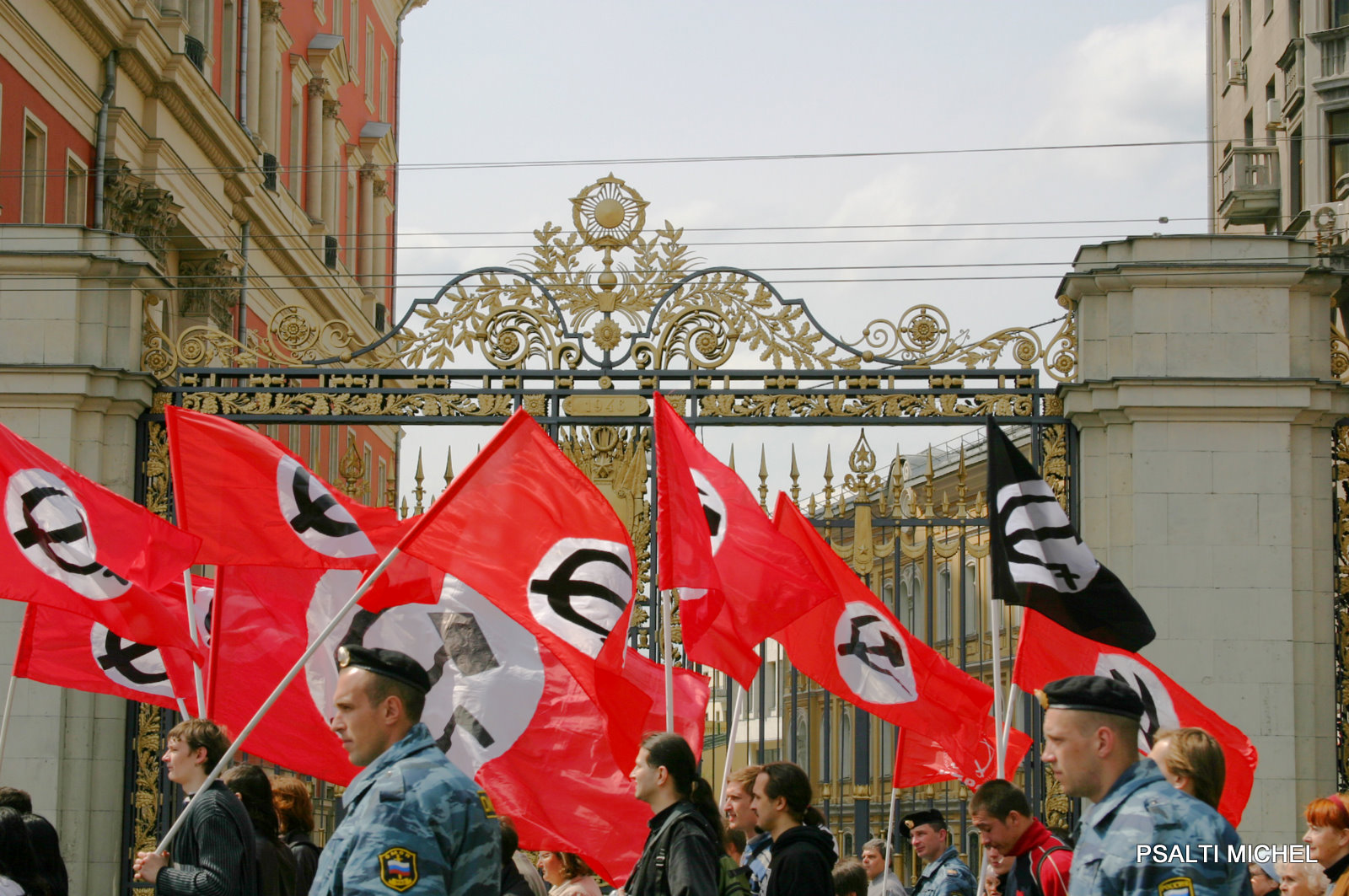
Manifestation du Parti national-bolchevik en Russie, en 2006.

Il est aujourd'hui représenté en Europe par une série d’organisations, inspirées par les pensées de Nicolas Oustrialov, d’Ernst Niekisch, Jean Thiriart et d’Alain Soral. Plus récemment, le politicien russe Alexandre Douguine a fusionné l’idée politique nationale-bolchevique avec la conception géopolitique « eurasiate ». De ce fait, ces partis se définissent comme « eurasiates » et sont favorables à la création d’une Europe allant « de Reykjavik à Istanbul et de Gibraltar à Vladivostok », voire « à Shanghai », partageant les valeurs officielles russes et chinoises où la nation prime sur l'individu et où un parti dirige et contrôle la société.
Les nationaux-bolchévistes russes (appelés Nazbols en Russie) se rallient à une idéologie qui se qualifie de « communisme nationaliste ». Ils sont nostalgiques de la grandeur de l'Empire russe et de l'URSS.
Les nationaux-bolchévistes d'Europe de l’Ouest sont, quant à eux, à considérer comme des héritiers de la tendance national-socialiste de la « Communauté de combat national-socialiste » d’Otto Strasser (National Sozialistiche Kampfgemeinschaft Deutschland-NSKD ou Front noir), et du réseau Widerstand d’Ernst Niekisch, le premier à s'être déclaré comme national-bolchéviste.
Certains nationaux-bolchévistes se réclament du pacte germano-soviétique passé entre Adolf Hitler et Joseph Staline en 1939 et qui dura près de deux ans, jusqu'en juin 1941.
Tous sont souvent considérés comme des partisans du totalitarisme. Au niveau idéologique, certains politologues classent ce mouvement à l’extrême droite de l’échiquier politique, notamment en raison de ses positions nationalistes. Cependant ce point de vue ne fait pas l'unanimité puisque pour d’autres, estimant que le nationalisme n’est pas un critère discriminant du positionnement droite/gauche; d'autant que le nationalisme « transcende la classe politique russe » (dans le cas des nationaux-bolcheviks russes) selon Philippe Migault, directeur de recherches à l'Institut de relations internationales et stratégiques et spécialiste de la Russie; considèrent que les aspects anticapitaliste et révolutionnaire du mouvement sont déterminants pour le classer à gauche. Le parti L'Autre Russie, fondé en 2010 par Édouard Limonov à la suite de l'interdiction par les autorités russes du Parti national-bolchévique en 2007, est même classé à l'extrême gauche par plusieurs médias occidentaux,,,,.
Certains adeptes du national-bolchévisme rejettent formellement l’étiquette « extrême droite » dont ils dénoncent notamment le libéralisme. Au contraire, ils affichent une certaine nostalgie de l'URSS, qui regroupe à la fois le souvenir d'un étatisme puissant et une exaltation de la « Russie éternelle » comme avait pu le faire Staline pendant la Seconde Guerre mondiale. Le national-bolchévisme est donc un mouvement politique qui affirme vouloir regrouper des opposants au système quels qu'ils soient. Refusant à la fois le capitalisme et l’internationalisme, le national-bolchévisme est parfois qualifié de mouvement « tercériste » (en référence à la troisième voie qu’il propose).